# مخبر (فیلم)
مخبر (به هندی: Mukhbiir) یا خبررسان فیلمی محصول سال ۲۰۰۸ و به کارگردانی مانی شانکار است. در این فیلم بازیگرانی همچون سمیر داتانی، اوم پوری، سونیل شتی، سوشانت سینگ، راهول دو، جکی شروف، رایما سن، آلوک نات، کلی دروجی، راجندرانات زوتشی ایفای نقش کرده‌اند.